# Mistrzostwa Polski w Boksie 2024
Mistrzostwa Polski w Boksie Mężczyzn 2024 – 95. edycja mistrzostw, która odbyła się w dniach 1–7 grudnia 2024 roku w Wałbrzychu.

## Medaliści[2]
| Kategoria:         | Złoto:                                            | Srebro:                                        | Brąz:                                                                                     |
| waga do 51 kg      | Jakub Słomiński (KS Wda Świecie)                  | Daniel Surowiec (KSZO Ostrowiec Świętokrzyski) | Bartłomiej Fortuna (UKS Champion Wołomin) Nataniel Gębicki (MKSW Pomorzanin Toruń)        |
| waga do 54 kg      | Nikolas Pawlik (Bytomska Akademia Sportu)         | Oliwier Rogiewicz (KS Champion Włocławek)      | Damian Nicpoń (JKB Jawor Team Jaworzno) Kacper Słomka (KS Górnik Sosnowiec)               |
| waga do 57 kg      | Jakub Krzpiet (Imperium Wałbrzych)                | Łukasz Dudziński (KS Górnik Sosnowiec)         | –                                                                                         |
| waga do 60 kg      | Paweł Brach (BKS Radomiak Radom)                  | Patryk Trochimiak (Imperium Wałbrzych)         | Mikołaj Mańka (Sporty Walki Gostyń) Michał Akoto-Ampaw (RKB Wisłok Rzeszów)               |
| waga do 63,5 kg    | Bartłomiej Rośkowicz (KB Legia Warszawa)          | Jakub Sulęcki (KB Legia Warszawa)              | Łukasz Perkowski (BKS Skorpion Szczecin) Jakub Pałka (Mielecka Szkoła Boksu)              |
| waga do 67 kg      | Kiril Globenko (Stowarzyszenie Chwali Bóg Boxing) | Paweł Sulęcki (KB Legia Warszawa)              | Mateusz Grejber (KB Legia Warszawa) Jacek Targiel (MOSM Tychy)                            |
| waga do 71 kg      | Damian Durkacz (BKS Concordia Knurów)             | Cezary Znamiec (RKB Boxing Radom)              | Mateusz Wojtasiński (UKS Adrenalina Boxing Wrocław) Mike Drużga (MD Boxing Club Strzelin) |
| waga do 75 kg      | Michał Jarliński (KS Champion Włocławek)          | Mateusz Urban (BKS Skorpion Szczecin)          | Mateusz Pędrak (KB Kuźnia Boksu Opole) Konrad Gołuzd (MKS Fight Kielce)                   |
| waga do 80 kg      | Nikodem Kozak (SAKO Gdańsk)                       | Kamil Kwiatkowski (Kaczor Box Team Wałbrzych)  | Rafał Perczyński (SAKO Gdańsk) Michał Pierzchała (UKS Morsy Dębica)                       |
| waga do 86 kg      | Jakub Straszewski (KB Legia Warszawa)             | Mateusz Wodziński (KS Górnik Sosnowiec)        | Tomasz Gromadzki (06 Kleofas AZS AWF Katowice) Łukasz Stanioch (BKS Skorpion Szczecin)    |
| waga do 92 kg      | Mateusz Bereźnicki (BKS Skorpion Szczecin)        | Adam Tutak (Samuraj Sanok)                     | Dawid Kruczkowski (UKS Boxing Sokółka) Kamil Ślendak (Włocławski KB Start)                |
| waga powyżej 92 kg | Oskar Safaryan (Bagdasaryan Boxing Club Poznań)   | Paweł Wardyn (BKS Skorpion Szczecin)           | Jakub Domurad (Sekcja Bokserska Garda Bełchatów) Paweł Sajda (Imperium Wałbrzych)         |